# 쇠렌 키르케고르의 저서 목록
이 문서는 쇠렌 키르케고르의 저서 목록이다. 아래의 순서는 책의 영문판 제목의 첫 글자를 기준으로 삼아 알파벳 순서대로 배열한 것이다.

## 저서 목록

### 주요 저서
- 1841년, 《아이러니의 개념-소크라테스를 염두에 두고》(Om Begrebet Ironi med stadigt Hensyn til Socrates)
- 1843년, 《이것이냐 저것이냐》(Enten - Eller)

《유혹자의 일기》, 임규정·연희원 옮김 (한길사, 2001) - 부분 번역 ISBN 89-356-5353-5
직접적이며 에로틱한 단계들 또는 음악적이고 에로틱한 것 De Umiddelbare Erotiske Stadier eller det  Musikalsk-Erotiske, 임규정 역 (발췌역, 지만지) ISBN : 978-89-6228-377-8
- 1843년, 《두려움과 떨림》(Frygt og Bæven)

《공포와 전율 / 철학적 단편 / 죽음에 이르는 병 / 반복》 손재준 옮김 (삼성출판사, 1982)
《두려움과 떨림》 강학철 옮김 (민음사, 1991)
《두려움과 떨림: 변증법적 서정시》 임규정 옮김 (지만지, 2009) ISBN 978-89-6228-334-1
- 1843년, 《반복》(Gjentagelsen)

《공포와 전율 / 반복》 임춘갑 옮김 (다산글방, 2007) ISBN 978-89-85061-31-5
- 1844년, 《철학적 단편》(Philosophiske Smuler)

주체적으로 되는 것 Det at blive subjektiv, 임규정-송은재 역(발췌역, 지만지)
- 1844년, 《불안의 개념》(Begrebet Angest)

심재언 옮김 (청산문화사, 1962)
최석천 옮김 (상문각, 1984)
임춘갑 옮김 (다산글방, 2007) ISBN 978-89-85061-43-8
《불안의 개념 / 죽음에 이르는 병》 강성위 옮김 (동서문화동판주식회사, 2007) ISBN 978-89-497-0417-3
- 1845년, 《인생길의 여러 단계》(Stadier paa Livets Vei)

＜결혼에 관한 약간의 성찰: 반론에 대한 응답, 유부남 씀(Adskilligt om Ægteskabet mod Indsigelser. Af en Ægtemand)＞, 임규정 역 (발췌역, 지만지)
- 1846년, 《철학적 단편에 부치는 비학문적인 해설문》(Afsluttende uvidenskabelig Efterskrift)
- 1847년, 《다양한 영혼이 말하는 교훈적 담론》(Opbyggelige Taler i forskjellig Aand)
- 1848년, 《기독교 토론》(Christelige Taler)
- 1847년, 《사랑의 행위》(Kjerlighedens Gjerninger)

《사랑의 役事》 임춘갑 옮김 (다산글방, 2005) ISBN 978-89-85061-90-2
- 1848년, 《위기와 한 여우의 생애의 위기》(Krisen og en Krise i en Skuespillerindes Liv)
- 1849년, 《죽음에 이르는 병》(Sygdommen til Døden)

박환덕 옮김 (범우사, 1995) ISBN 978-89-08-01007-9
김용일 옮김 (계명대학교 출판부, 2006) ISBN 978-89-7585-372-2
임규정 옮김 (한길사, 2007) ISBN 978-89-356-5708-7
《죽음에 이르는 병 / 관점》 임춘갑 옮김 (다산글방, 2007) ISBN 978-89-85061-47-6
- 1850년, 《그리스도교의 훈련》(Indøvelse i Christendom)

임춘갑 옮김 (다산글방, 2005) ISBN 978-89-85061-94-0
- 1851년, 《신의 불변성》
- 1851년, 《자기수련을 위하여: 현재 나이에 맞게 권고함》(Til Selvprøvelse. Samtiden anbefalet)
- 1855년, 《순간》(Øieblikket)

《순간 / 현대의 비판》 임춘갑 옮김 (다산글방, 2007) ISBN 978-89-85061-50-6

### 또 다른 저서
《여배우의 삶에서 나타난 하나의 위기와 그 위기》 (Krisen og en Krise i en Skuespillerindes Liv)
《네 가지 발전된 담론》(1843) (Fire opbyggelige Taler)
《아직도 살아가는 자의 편지로부터》 (Af en endnu Levendes Papirer)
《대제사장 - 세리 - 죄를 지은 한 여자》 (Ypperstepræsten - Tolderen - Synderinden)
《너 자신을 판단하라!》 (Dømmer selv!)
《들의 백합화와 공중의 새》 (Lilien paa Marken og Fuglen under Himlen)
《문학 발표》 (En literair Anmeldelse)
《저자로서 본 나의 저서》 (Om min Forfatter-Virksomhed)
《저자로서 나의 저서를 읽는 관점》 (Synspunktet for min Forfatter-Virksomhed)
《서문》 (Forord)
《상상한 이야기에 나타난 세 가지 담론》 (Tre Taler ved tænkte Leiligheder)
《세 가지 발전된 담론》 (1844) (Tre opbyggelige Taler)
《두 가지 윤리-종교적인 소논문》 (Tvende ethisk-religieuse Smaa-Afhandlinger)
《두 가지 발전된 담론》 (1844) (To opbyggelige Taler)
《금요 성만찬에 대한 두 가지 발전된 담론》 (To Taler ved Altergangen om Fredagen)
《하나의 발전된 담론》 (1850) (En opbyggelig Tale)

## 영역본 및 기타

### A-D
- 《무장한 중립성, "그리고" 열린 편지: 그의 일기와 편지 중 선정된 글》(Armed Neutrality, and An Open Letter; with relevant selections from his journals and papers.)

- 번역: 하워드 홍과 에드나 홍(Howard V. Hong and Edna H. Hong), 책 뒤쪽의 에세이와 논평: 그레고르 말란츠추크(Gregor Malantschuk)
- 블루밍턴, 인디아나 대학 출판부(Bloomington, Indiana University Press), 1968

- 《아들러에 관한 책》(The Book on Adler)

- 편집과 번역: 하워드 홍과 에드나 홍(Howard V. Hong and Edna H. Hong).
- 프린스턴 (Princeton, N.J.): 프린스턴 대학 출판부(Princeton University Press), 1998.

- 《"기독교 토론"과 "들의 백합화와 공중의 새"와 "금요 성찬에 대한 세 가지 담론"》(Christian Discourses and The Lilies of the Field and the Birds of the Air, and Three Discourses at the Communion on Fridays)

- 번역. 월터 라우리(Walter Lowrie, D.D.)
- 프린스턴 (Princeton, NJ) : 프린스턴 대학 출판부 (Princeton University Press), 1974.

- 《불안의 개념: 유전적인 죄의 극적 이슈에 대한 간단하게 심리학적으로 방향이 정해진 신중함》(The Concept of Anxiety: a simple psychologically orienting deliberation on the dogmatic issue of hereditary sin)

- 편집과 번역: 레이다르 돔테와 알버트 앤더슨(Reidar Thomte, Albert B. Anderson)
- 프린스턴(Princeton, N.J.) : 프린스턴 대학 출판부, c1980.

- 《공포의 개념》(The Concept of Dread)

- 번역. 월터 로리에(Walter Lowrie)
- 프린스턴(Princeton), 프린스턴 대학 출판부(Princeton University Press), 1957.

- 《아이러니의 개념-소크라테스를 염두에 두고》(The Concept of Irony, with constant reference to Socrates)

- 번역: 리 카펠(Lee M. Capel). 블루밍턴, 인디아나(Bloomington, Indiana)
- 인디아나 대학 출판부(Indiana University Press), 1968, c1965

- 《아이러니의 개념-소크라테스를 염두에 두고》(The Concept of Irony, with continual reference to Socrates)

- 쉘링의 베를린 강의와 함께
- 편집과 번역: 하워드 홍과 에드나 홍(Howard V. Hong, Edna H. Hong)
- 프린스턴(Princeton, N.J.) 옥스포드: 프리스턴 대학 출판부(Oxford: Princeton University Press), c1989 (1992 printing)

- 《철학적 단편에 비과학적인 해설을 덧붙여 끝내기》(Concluding Unscientific Postscript to Philosophical Fragments)

- 편집과 번역: 하워드 홍과 에드나 홍(Howard V. Hong, Edna H. Hong)
- 프린스턴(Princeton, N.J.) 프린스턴 대학 출판부(Princeton University Press), 1992.

### E-J
- 《이것이냐 저것이냐》(Either/Or) (1843)
- 《열 여덟가지 교훈적인 담론》(Eighteen Edifying Discourses) (1844)
- 《다양한 영혼의 교훈적인 담론》(Edifying Discourses in Diverse Spirits) (1845)
- 《두려움과 떨림》(Fear and Trembling) (1843)
- 《자기 반성을 위하여: 현재 나이에 맞게 추천함》(For Self-Examination: Recommended to the Present Age) (1851)
- 《네 가지 발전된 담론》(Four Upbuilding Discourses) (1843)
- 《아직도 살아있는 자의 편지로부터》(From the Papers of One Still Living) (1838)
- 《대제사장 -세리- 죄를 지은 한 여자》(The Highpriest - The Publican - The Woman, which was a Sinner)
- 《너 자신을 판단하라!》(Judge for Yourself!) (1851, 사후 출간 1876)

### K-Q
- 《키르케고르의 공포의 개념》(Kierkegaard's The Concept of Dread)

- 번역과 들어가는 글과 각주: 월터 라우리(Walter Lowrie).
- 프린스턴(Princeton), 프린스턴 대학 출판부(Princeton university press) 1957.

- 《키르케고르의 철학적 단편에 부치는 비학문적인 해설문》(Kierkegaard's Concluding Unscientific Postscript)

- 번역: 데이비드 스웬선(David F. Swenson), 번역자 사후 완성 및 들어가는 글과 각주: 월터 라우리(Walter Lowrie).
- 프린스턴(Princeton), 프린스턴 대학 출판부(Princeton university press), 아메리카 스칸디나비아 재단( American Scandinavian foundation), 1974, c1941.

- 《키르케고르 읽는 사람 》(The Kierkegaard Reader)

- 편집: 제인 챔벌레인과 조나단 등(Jane Chamberlain and Jonathan R‚e).
- 말든(Malden, MA), 블랙웰 출판사(Blackwell Publishers), 2001.

- 《편지와 기록/키르케고르》(Letters and Documents / Kierkegaard)

- 번역과 들어가는 글, 각주: 헨릭 로센메이어 (Henrik Rosenmeier).
- 프린스턴(Princeton, N.J.) : 프린스턴 대학 출판부(Princeton University Press), c1978.

- 《문학적 감상 : 두 시대, 일상 생활 이야기의 작가가 쓴 소설》(A Literary Review : Two ages, a novel by the author of A story of everyday life)

- 번역, 들어가는 글, 각주: 알레이스테이어 한네이(Alastair Hannay). 런던(London): 펭귄(Penguin), 2001, 키르케고르가 쓴 감상문.
- 출간: 헤이베르그(J.L. Heiberg), 코펜하겐(Copenhagen), 리츨(Reitzel), 1845

- 《순간과 후기 저작》(The Moment and late writings)

- 편집과 번역과 들어가는 글과 각주: 하워드 홍과 에드나 홍 (Howard V. Hong and Edna H. Hong).
- 프린스턴(Princeton, N.J.) 프린스턴 대학 출판부(Princeton University Press), c1998.

- 《권위와 계시: 아들러에 관한 책, 윤리-종교적 에세이의 순환》(On Authority and Revelation: The Book on Alder; or, A Cycle of Ethico-Religious Essays)

- 번역, 들어가는 글, 각주: 월터 라우리(Walter Lowrie).
- 뉴욕(New York), 하퍼 앤 로(Harper & Row) c1966

- 《철학적 단편, 요한네스 클리마쿠스》(Philosophical Fragments, Johannes Climacus)

- 편집과 번역과 들어가는 글과 각주: 하워드 홍과 에드나 홍 (Howard V. Hong and Edna H. Hong).
- 프린스턴(Princeton, N.J.) 프린스턴 대학 출판부(Princeton University Press), c1985.

- 《저자로서 나의 작품을 읽는 관점: 역사 보고서와 관련 글쓰기》(The Point of View of My Work as an Author; a report to history and related writings)

- 번역, 들어가는 글, 각주: 월터 라우리(Walter Lowrie). 새로운 편집: 벤자민 넬슨(Benjamin Nelson).
- 뉴욕(New York), 하퍼(Harper) 1962

- 《관점》(The Point of View)

- 편집과 번역과 들어가는 글과 각주: 하워드 홍과 에드나 홍 (Howard V. Hong and Edna H. Hong).
- 프린스턴(Princeton, N.J.) 프린스턴 대학 출판부(Princeton University Press), c1998.

- 《기독교도의 훈련》(Practice in Christianity)

- 편집과 번역과 들어가는 글과 각주: 하워드 홍과 에드나 홍 (Howard V. Hong and Edna H. Hong).
- 프린스턴(Princeton, N.J.) 프린스턴 대학 출판부(Princeton University Press), c1991.

- 《서문: 글쓰기 선집》(Prefaces; Writing sampler)

- 편집, 번역, 들어가는 글, 각주: 토드 니콜(Todd W. Nichol.)
- 프린스턴(Princeton, N.J.) 프린스턴 대학 출판부(Princeton University Press), c1997.

- 《두 시대 "그리고" 두가지 윤리-종교적 소논문》(The Present Age and Two Minor Ethico-Religious Treatises)

- 번역: 알렉산더 드루와 월터 라우리(Alexander Dru and Walter Lowrie).
- 런던, 뉴욕 등(London, New York etc.) 옥스퍼드 대학 출판부(Oxford University press), 1949.

- 《마음의 청결함은 하나를 원하는 것이다, 공적 고백을 위한 영적인 준비》(Purity of Heart is to Will One Thing; spiritual preparation for the office of confession)

- 번역, 들어가는 글: 더글라스 스티어(Douglas V. Steere).
- 뉴욕(New York) 하퍼 앤 로 (Harper & Row) 1956, c1948

## R-Z
- 《반복: 실존 심리학 에세이》(Repetition: an essay in experimental psychology)

- 번역, 들어가는 글, 각주: 월터 라우리(Walter Lowrie).
- 뉴욕(New York), 하퍼 앤 로(Harper & Row) 1964, c1941

- 《죽음에 이르는 병: 깨닫기와 발전을 위한 기독교 심리학적 설명》(The Sickness Unto Death: a Christian psychological exposition for upbuilding and awakening)

- 편집과 번역과 들어가는 글과 각주: 하워드 홍과 에드나 홍 (Howard V. Hong and Edna H. Hong).
- 프린스턴(Princeton, N.J.) 프린스턴 대학 출판부(Princeton University Press), c1980.

- 《삶의 여러 단계》(Stages on Life's Way)

- 번역: 월터 로리에(Walter Lowrie). 들어가는 글: 폴 스폰헤임(Paul Sponheim).
- 뉴욕(New York), 스코켄 북스(Schocken Books) 1967

- 《삶의 여러 단계 : 다양한 인간 연구》(Stages on Life's Way : studies by various persons)

- 편집과 번역과 들어가는 글과 각주: 하워드 홍과 에드나 홍 (Howard V. Hong and Edna H. Hong).
- 프린스턴(Princeton, N.J.) 프린스턴 대학 출판부(Princeton University Press), c1988.

- 《두 시대 : 혁명의 시대와 현 시대, 문학적 감상》(Two Ages: A Literary Review|Two Ages : the age of revolution and the present age, a literary review)

- 편집과 번역과 들어가는 글과 각주: 하워드 홍과 에드나 홍 (Howard V. Hong and Edna H. Hong).
- 프린스턴(Princeton, N.J.) 프린스턴 대학 출판부(Princeton University Press), [1978]

- 《다양한 영혼들의 발전하는 담론》(Upbuilding Discourses in Various Spirits)

- 편집과 번역과 들어가는 글과 각주: 하워드 홍과 에드나 홍 (Howard V. Hong and Edna H. Hong).
- 프린스턴(Princeton, N.J.) 프린스턴 대학 출판부(Princeton University Press), 1993.

- 《"권위 없이", "들의 백합화와 공중의 새", "두 가지 윤리-종교적 에세이", "금요 성만찬에 대한 세 가지 담론", "발전된 담론: 금요 성만찬에 대한 두 가지 담론"》(Without Authority ; The Lily in the Field and the Bird of the Air ; Two Ethical-Religious Essays ; Three Discourses at the Communion on Fridays ; An Upbuilding Discourse : Two Discourses at the Communion on Fridays)

- 편집과 번역과 들어가는 글과 각주: 하워드 홍과 에드나 홍 (Howard V. Hong and Edna H. Hong).
- 프린스턴(Princeton, N.J.) 프린스턴 대학 출판부(Princeton University Press), c1997.

- 《사랑의 행위》(Works of Love)

- 번역:데이비드 스웬선과 릴리안 마빈 스웬선(David F. Swenson and Lillian Marvin Swenson). 들어가는 글: 더글라스 스티어(Douglas V. Steere).
- 프린스턴(Princeton, N.J.), 프린스턴 대학 출판부(Princeton University Press), 1946.

- 《사랑의 행위》(Works of Love)

- 편집과 번역과 들어가는 글과 각주: 하워드 홍과 에드나 홍 (Howard V. Hong and Edna H. Hong).
- 프린스턴(Princeton, N.J.) 프린스턴 대학 출판부(Princeton University Press), 1995.